# PDFCreator
PDFCreator — свободная программа для операционной системы Microsoft Windows, предназначенная для перевода документов из различных форматов в формат PDF. Представляет собой виртуальный принтер. В качестве ядра системы используется Ghostscript. Распространяется на условиях GNU General Public License.
Программа создаёт в системе виртуальный принтер, который используется для печати текстовых и графических файлов различных форматов, конвертируя их в формат PDF или в один из указанных форматов: PNG, JPEG, BMP, PCX, TIFF, PS или EPS.
При необходимости создать бумажную копию документа PDF он отправляется на любой другой принтер, установленный в системе. Имеется возможность вывода дополнительного диалогового окна со свойствами принтера или параметрами печати.
Во время установки программы можно выбрать стандартную или серверную конфигурацию. При стандартной установке программа работает как локальный принтер. При серверной конфигурации PDFCreator создаёт в системе сетевой принтер и пользователи локальной сети могут удалённо использовать все функции программы.
Дополнительные возможности PDFCreator:
- работает с любой программой, поддерживающей печать;
- возможность шифрования документов PDF и защиты его от просмотра и печати;
- возможность отсылки файлов PDF с помощью электронной почты;
- объединение нескольких файлов в один файл PDF;
- автоматическое сохранение документов в папки с именами файлов, основанными на тегах;
- многоязычный интерфейс, в том числе на русском языке.

При инсталляции пытается установить панель для браузера, распознаваемую антивирусами как вредоносное программное обеспечение.